# 伊娃·裴隆
瑪麗亞·伊娃·杜阿爾特·德·貝隆（西班牙語：María Eva Duarte de Perón；1919年5月7日—1952年7月26日），常被称为貝隆夫人或艾薇塔（Evita），是阿根廷总统胡安·裴隆的第二任妻子。她在身為第一夫人期間積極介入國政，和丈夫並列為裴隆主義運動的領袖人物。阿根廷歷史上一度掀起了對她的個人崇拜。

## 生平
伊娃·貝隆的母亲是一个未婚裁缝，她与当地的一个农夫有五个私生子女，伊娃是其中之一。伊娃的雙親皆是巴斯克裔阿根廷人。
15岁那年，她来到了布宜诺斯艾利斯，并在这里开始她的演艺生涯，而後她在這裡遇到胡安·贝隆等將軍，貝隆等軍官在1943年發動軍事政變後取得領導權。两人相处不久後便於1945年结婚。
在1946年阿根廷總統選舉中，伊娃·贝隆极力支持她的丈夫——前副總統胡安·貝隆，在她每周播出的广播节目中她号召穷人选举胡安。虽然她的演员生涯为她带来了不少财富，但她一直强调她出身穷苦来显示她与下层阶级的团结。由于她的出身和她对他们的同情，伊娃认为她是理所当然的“无衫者”（这是一个支持胡安的团体的名字）的领袖。

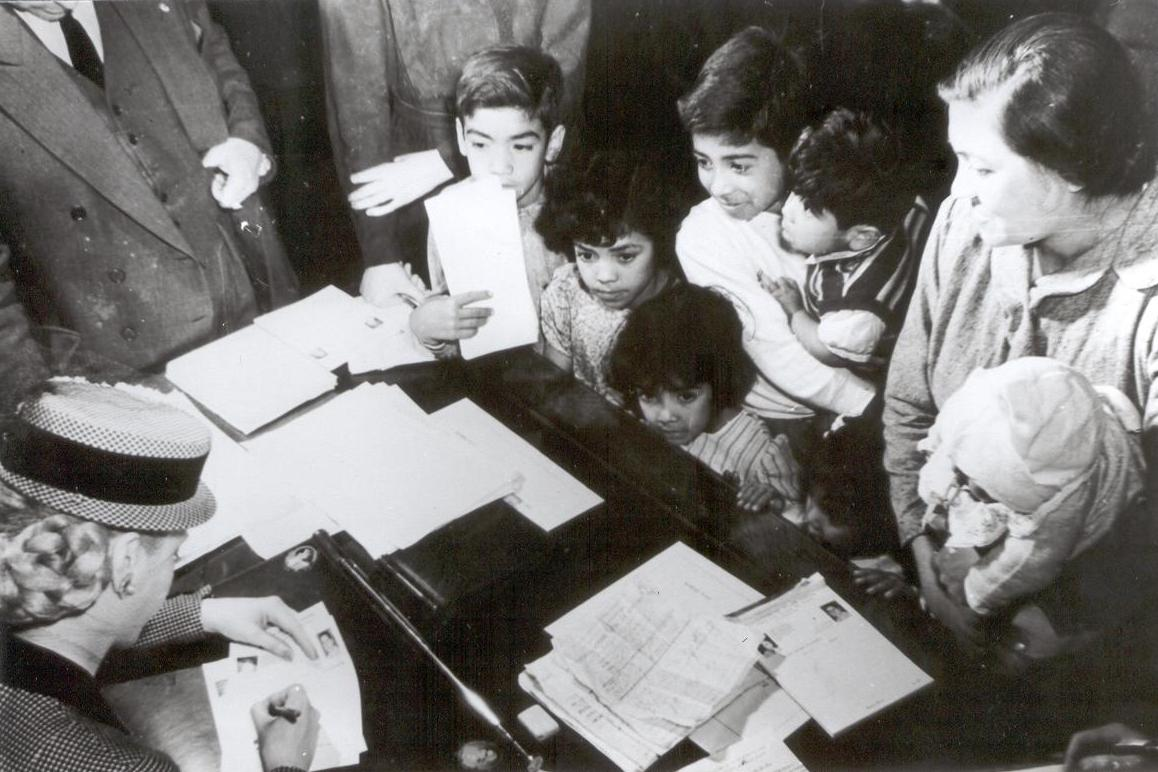
伊娃·裴隆（左下）在她的基金会內接待窮人

1946年贝隆当选为阿根廷总统後，她也很快提高了在新政府的地位，成立了伊娃·裴隆基金会，用以救助贫困。1949年，她已经成为当时阿根廷除貝隆以外最有影响力的人物。她成为一个崇拜的中心，她的照片和名字到处都出现。虽然她非常出名，也非常有权，她很注意不让自己掩盖她丈夫的名声。虽然她在许多地方是政府中的决定性人物，她一直说她的决定是从胡安·贝隆的智慧中获得的。但两人的私生活却相当紧张。他们没有孩子，这导致了一些关于他们是否有性生活的议论。
阿根廷的工人阶级崇拜她，但富有階層和亲英美的中產阶级对她恨之入骨。他们鄙视她的出身，批评她早年的浪荡生涯。许多人认为作为一个妇女她在政坛上的角色太高了。同时伊娃也很仇恨这些高层阶级的人物。有时这种仇恨也表现为对政敌的迫害和对报纸的封禁。伊娃·贝隆雖然說以為工人和窮人發聲自居，但是她以擁有許多貴重珠寶收藏聞名，她是珠寶品牌梵克雅寶的常客，梵克雅寶所做的回顧展也包括曾屬伊娃·贝隆的珠寶。荷蘭王室曾贈送她一頂鑽石皇冠，這頂皇冠及她的一些珠寶曾經失竊，後來被義大利警方追回。
1950年她和貝隆周游欧洲并与许多国家首脑（包括西班牙的獨裁者弗朗西斯科·佛朗哥）会晤。其目的是在战后为阿根廷做广告。因为第二次世界大战后贝隆統治下的阿根廷越来越被其他国家看做是法西斯主义国家了（很多前納粹及法西斯戰犯選擇流亡至阿根廷）。
1951年她试图竞选阿根廷的副总统。这一行为令阿根廷的军事首脑及反對派十分不满，加上健康的惡化，最终胡安·贝隆迫于压力撤销了伊娃·贝隆的提名。

## 逝世

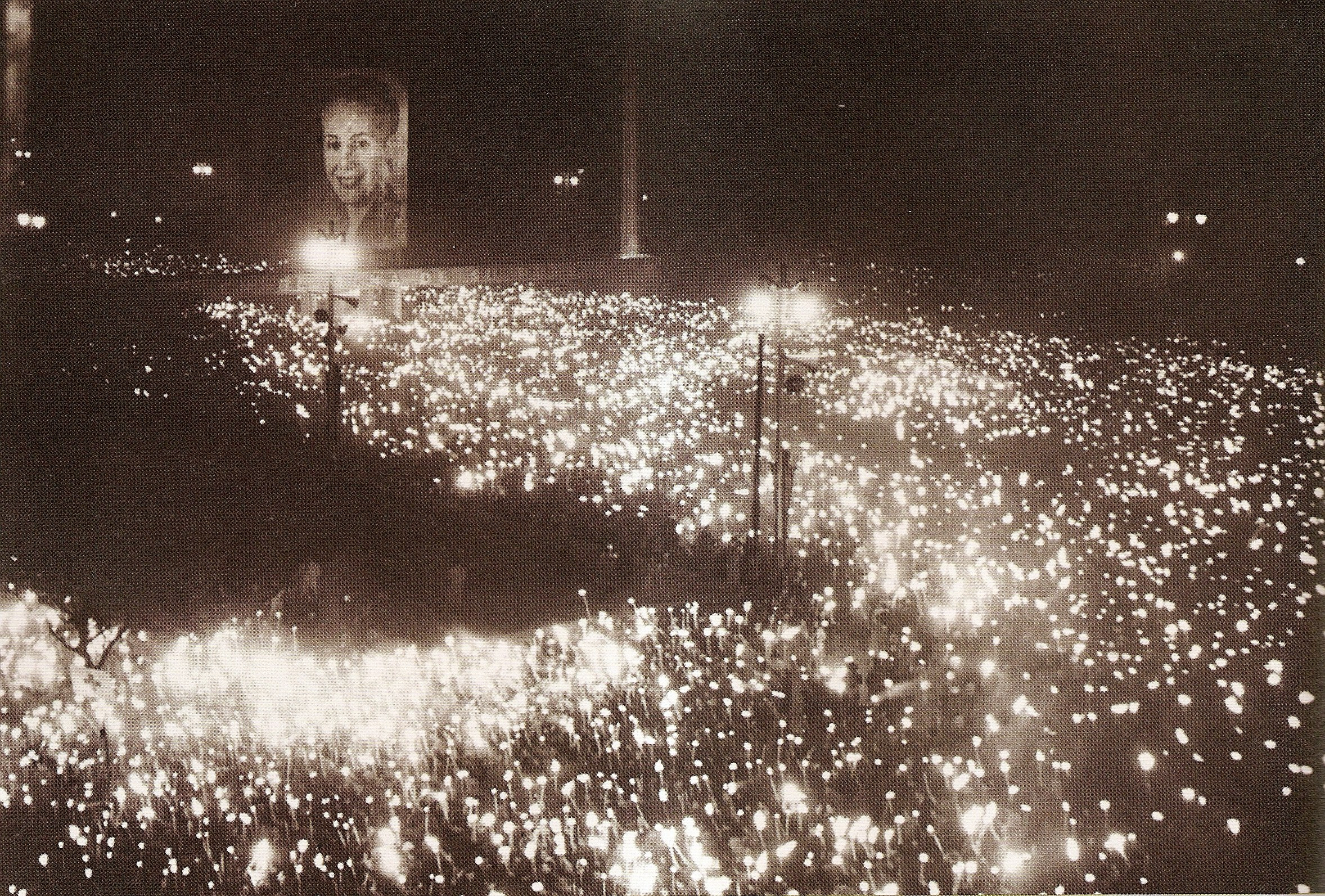
近三百萬民眾在布宜諾斯艾利斯街道上為伊娃·裴隆送葬。

胡安·贝隆當選連任後，伊娃·贝隆的子宫頸癌病情日益嚴重。1952年5月7日，在她33歲生日時，阿根廷國會授予她「民族精神領袖」稱號。6月4日胡安·贝隆舉行第二任期就職典禮，伊娃勉強出席，以貂皮大衣遮掩支撐身體的支架。
7月26日晚上8點25分，伊娃去世。阿根廷政府為她舉行了國葬，遺體先後置於當時的勞工部大樓及阿根廷國會宮供民众瞻仰遺容。其後遗体被防腐處理并陈列在一个阿根廷勞工總聯合會纪念馆水晶棺中。原先要安置遺體的一座大型紀念碑「無衫者紀念碑」因為發生軍事政變而未能完工。1955年胡安·贝隆被一次军事政变推翻后，她的遺体首先被運往意大利米兰，16年后被移到西班牙。1973年胡安·贝隆重返阿根廷再任总统。胡安·贝隆1974年逝世後，伊娃的遺體運回阿根廷並曾短暫陳列在她丈夫的遺體旁。此后她被安葬在她父亲家族在布宜诺斯艾利斯的墓中。

## 流行文化
- 她的一生，在英国音乐剧《艾薇塔》中得到再现，后又被改编为电影和连续剧。電影於1996年底上映，伊娃·貝隆的角色（即女主角Evita）由美国名歌星麦当娜饰演。

## 延伸閱讀
- 金德永、孫世演《一生一定要認識的女性領袖50人》第4章，台灣：漢湘文化，2015年2月